# جائزة ألمانيا الكبرى 2007
جائزة ألمانيا الكبرى 2007 (بالإنجليزية: 2007 German Grand Prix)‏ هو سباق فورمولا 1 أقيم بتاريخ 22 يوليو 2007 في حلبة نوربورغرينغ، ألمانيا. كان العاشر من أصل 17 في بطولة العالم لسباقات الفورمولا واحد موسم 2007. حلّ الإسباني فرناندو ألونسو أولا بينما جاء البرازيلي فيليبي ماسا في المركز الثاني وحصل على المركز الثالث الأسترالي مارك ويبر.